# The Happenings
The Happenings zijn een popmuziekband die is ontstaan in de jaren 1960.

## Bezetting
- Robert Miranda (zang, gitaar, orgel)
- Ralph De Vito (zang, gitaar) - werd vervangen door Bernhard La Porta (zang, gitaar)
- John Paiva (zang, gitaar, 1970 tot 1973)
- David Libert (e-bas, keyboard)
- Thomas Giuliano (percussie)

## Geschiedenis
Leden van de oorspronkelijke band, opgericht in het voorjaar van 1961 en aanvankelijk The Four Graduates genoemd omdat ze allemaal net afgestudeerd waren van de middelbare school in Paterson, waren Bob Miranda, David Libert, Tom Giuliano en Ralph DiVito. In 1968 werd De Vito vervangen door Bernie LaPorta en kwam Lenny Conforti als drummer in de tourneeband. Zowel LaPorta als Conforti namen een pauze van de noordelijke band The Emerald Experience uit New Jersey om te spelen en te toeren met The Happenings. Die bezetting trad vooral op op hogescholen en universiteiten tot 1970, toen Libert de band verliet om andere bands te managen, waaronder George Clinton en Parliament-Funkadelic, Living Colour, Brian Auger, Vanilla Fudge, The Runaways (Cherie Currie, Joan Jett, Lita Ford) , Mother's Finest, Alice Cooper en Evelyn 'Champagne' King.
Het originele concept van de band en een groot deel van het commerciële succes kwam als een coverband die klassieke nummers speelde in een unieke stijl. De band componeerde later zijn eigen liedjes.
De grote hits van de band waren See You In September (1966), oorspronkelijk opgenomen door The Tempos in 1959 en een coverversie van het nummer I Got Rhythm van George Gershwin/Ira Gershwin (1967), bijgewerkt voor de sunshine pop-muziekstijl van de band. See You In September en I Got Rhythm stonden respectievelijk 14 weken in 1966 en 13 weken in 1967 in de Billboard Hot 100. De schijfverkoop voor zowel See You in September als I Got Rhythm overschreed een miljoen exemplaren, wat resulteerde in een gouden plaat van de RIAA in 1969.
De band had negen Billboard Hot 100 singlehits van 1966 tot 1968, waaronder versies van Go Away Little Girl (#12) (een #1-hit voor Steve Lawrence in 1963 en later voor Donny Osmond in 1971) en My Mammy (#13) (gepopulariseerd door Al Jolson in de jaren 1920). Ze behaalden ook allebei een verkoop van meer dan een miljoen exemplaren, hetgeen de band nog een paar gouden platen opleverde. Hare Krishna, een versie van een nummer uit de musical Hair (1969), was de laatste Hot 100-hit van de band.
De band blijft optreden met zanger Miranda als het enige overgebleven oorspronkelijke lid. Op cruiseschepen spelen ze ook Frankie Valli-nummers en Runaround Sue, evenals hun originele materiaal.
LaPorta was muziekleraar in het schooldistrict North Arlington, New Jersey tot het schooljaar 2006-2007, toen hij met pensioen ging. Hij voerde met Joe Zisa & Friends een Jersey Tribute uit met Joe Zisa, Sal Sellitto, Lenny Conforti, Dennis Oricchio en Tommy Bialoglow van The Duprees.
(Na de terroristische aanslagen van 11 september 2001 werd See You In September vermeld in een memo met 150 nummers waarvan radioconglomeraat Clear Channel Communications voorstelde om deze niet meer op de radio uit te zenden).

## Discografie

### Singles
- 1966: See You In September
- 1966: Go Away Little Girl
- 1967: I Got Rhythm
- 1967: My Mammy